# (29981) 1999 TD10
(29981) 1999 TD10  — транснептуновий об'єкт в поясі Койпера.

## Відкриття
Відкритий 3 жовтня 1999 (J. V. Scotti, J. A. Larsen, B. May, D. Maggs J.A.) року  за допомогою обсерваторії «Kitt Peak».

## Орбіта
Орбіта об'єкта проходить на відстані приблизно апоцентр (англ. aphelion) 190 а. е. Перицентр (англ. perephelion) 12,27 а. е, має ексцентриситет ~0,875,
й майже перетинає орбіту Нептуна.

## Фізичні характеристики
(29981) 1999 TD10 приблизно 110 кілометрів діаметром, абсолютна зоряна величина 8,4.